# Cyanoramphus subflavescens
Il parrocchetto di Lord Howe (Cyanoramphus subflavescens Salvadori, 1891) era un pappagallo endemico di Lord Howe, un'isola del Mar di Tasman appartenente politicamente al Nuovo Galles del Sud (Australia).

## Descrizione
Il parrocchetto di Lord Howe era un volatile verde di medie dimensioni con la fronte e una striscia sugli occhi di colore cremisi. La misurazione degli esemplari indica che era leggermente più grande della sottospecie nominale, rispetto alla quale aveva anche un piumaggio dai toni più giallastri e segni rossi sulla testa meno estesi.

## Estinzione
In passato questo parrocchetto era molto numeroso su tutta l'isola, ma venne in seguito perseguitato dai primi coloni a causa delle frequenti irruzioni che compiva nei campi di cereali e nei giardini. L'ultimo avvistamento risale al 1869.
Attualmente ne rimangono solo due esemplari impagliati. Provengono entrambi dalla collezione di John Gould, conservata al British Museum, e vennero catturati da John MacGillivray nel settembre del 1853 durante il viaggio della HMS Herald.